# 幻十郎必殺剣
幻十郎必殺剣（げんじゅうろうひっさつけん）は、江戸を舞台に、死から蘇った「幻の刺客」が、正義を貫き悪に立ち向かっていく姿を描いた痛快娯楽時代劇。
テレビ東京の金曜時代劇枠で2008年1月18日から3月14日まで放送された。月曜時代劇枠で再放送が2009年1月5日から3月16日まで放送され、2009年4月10日に続編となる『春の時代劇特別企画 幻十郎必殺剣スペシャル 死神復活』が放送された。字幕放送と地上デジタル放送では連動データ放送を実施。

## あらすじ
元南町奉行所定町廻り同心・神山源十郎は、妻を暴行し自害に追い込んだ朋輩・吉見伝四郎を斬り殺した罪で5年間投獄されたが、まともな処分が下らないまま、斬首刑に処せられた。ところが、処刑執行から3日後、深い眠りから覚めた源十郎は、自分が生きていることに気付く。そこへ、市田孫兵衛という男が現れ、源十郎の身代わりを立てて、命を救ったことを告げられる。さらに孫兵衛は、すでにこの世に存在しない源十郎に、まぼろしの“幻十郎”として生き、5年前の事件の真相を探るよう促すのだった。
闇の陰謀に巻き込まれた幻十郎が、5年前の真相を探るため、再び生かされ“まぼろし”となって悪を成敗する。

## スタッフ
- 原作：黒崎裕一郎「冥府の刺客」
- プロデューサー：加藤貢　／中川順平（テレビ東京）、榎本美華
- 監督：山下智彦（第1,4,5話,2009年スペシャル版）
森本浩史（第2,3,6,7,8話）
- 脚本：ちゃき克彰（第1,3,4,7,8話,2009年スペシャル版）
藤井邦夫（第2話）,いずみ玲（第5,6話）
- 音楽：栗山和樹
- 制作：テレビ東京、東映

## 主な登場人物
死神幻十郎（神山源十郎）
演：北大路欣也
幻の刺客。妻を守れなかった悔恨の思いを胸に、過去の事件の真相を探る。元南町奉行所同心。
志乃
演：戸田菜穂
幻十郎が殺した仇・吉見の妻。夫の借金のため娼婦に。後に幻十郎を慕うように。
市田孫兵衛
演：笹野高史
楽翁の従順な部下。幻十郎の動きを監察する一方、楽翁の命を受け、仕事の依頼や金の用意等、幻十郎の世話をする。
伊佐次
演：尾美としのり
元盗人。幻十郎の身の回りの世話や密偵的役割を任されている。仕事として孫兵衛の命に従っていたが、やがて幻十郎の人柄を慕うようになる。
織絵
演：奥貫薫
幻十郎の妻。吉見に暴行されて懐刀で自害して死ぬ。
田沼意正
演：中原丈雄
若年寄。
一橋治済
演：鶴田忍
楽翁と敵対する様々な事件の黒幕。最終回で幻十郎に斬殺され、道楽者の影武者が後を引き継いだ。
鷹森兵部
演：三浦浩一
幕閣の命を受けて動く殺戮集団・黒鍬者の頭。手段を選ばず証拠隠滅を図る。最終的には大御所を裏切り天下を我が物にせんと目論んだ。
楽翁
演：中村敦夫
ある陰謀のため幻十郎を蘇らせた。幕閣につながる権力者の悪を成敗するよう幻十郎に求める。だが、その実、将軍・一橋治斉、若年寄・田沼意正に対する個人的怨念を晴らそうという思惑も。正体は元白河藩主・松平定信。
- ナレーション－石田太郎

## ゲスト
第1話
- 須崎隼人：鈴木一真
- さよ：小西美帆
- 勘定奉行・萩原摂津守：山田明郷
- 惣兵衛：伊藤正之
- 酌婦・およう：江口ナオ
- 三河家諒、石倉英彦、木谷邦臣、柴田善行、越中晃一、浜田隆広、本山力

第2話
- お歌：星野真里
- 火付盗賊改方与力・平岡左兵衛：高杉亘
- 火消しの旗本・稲葉備前守：佐戸井けん太
- 後藤庄三郎：河西健司
- 大城英司、山本道俊、木村康志、石川栄二、細川純一、西村龍弥、吉田信夫、久保田光男

第3話
- お加代：前田愛
- お美津の方：北原佐和子
- 天海：江藤漢斉
- 捨松：有薗芳記
- 為吉：内野謙太
- お夕：棚橋幸代
- 脇坂淡路守：宇野嘉高
- 中野播磨守：藤木孝
- 宇津木六兵衛：不破万作
- 入江毅、藤沢徹衛、宇野嘉高、笹木俊志、中川峰男、林健太郎、大矢敬典、櫻井忍、いわすとおる

第4話
- お須磨の方：奥貫薫（*織絵と2役）
- 竹内数馬：東根作寿英
- 石母田釆女：江藤潤
- 物部勘助：梶原善
- 内藤但馬守：川鶴晃裕
- 岩津藩筆頭家老・戸田主膳：中田浩二
- お市：浅川稚広
- 田宮五郎
- 川鶴晃裕、松永吉訓、内藤和也、小泉敏生、山根誠示

第5話
- 辰巳清四郎：高橋和也
- お京：西尾まり
- 甲野庄右衛門：立川三貴
- 錦屋利兵衛：春海四方
- 磯崎壮八郎：青木哲也
- 善三：野々村仁
- 文七：太田雅之
- 仙次：奥深山新
- 諸木淳郎、矢部義章、柴田裕司、鎌森良平、潮田由香里、藤枝政己、林哲夫、東広宣、杉山幸晴、吉田輝生

第6話
- 北町同心・広田栄三郎：平泉成
- 末三：おかやまはじめ
- 道中奉行・竜造寺長門守：伊藤高
- 七五郎：谷口高史
- 小野寺丈
- 福本清三
- 丸岡奨詞、森下じんせい、本山力、池田謙治、三浦憲世、床尾賢二、まつむら真弓

第7話
- 松代藩鉄砲方与力・徳之助：大浦龍宇一
- 寄せ場奉行・曲渕勘解由：峰蘭太郎
- 西川忠志
- 伊集院八朗、鳥井林太郎、井上紀子、三谷恭子、中村紘子、辻村綾二、山田永二、北村明男

最終話
- 近江屋の娘・お美乃：前田亜季
- 坂巻源内：若松武史
- 小関一蔵（町奉行所与力）：上杉祥三
- 葛西六太夫（黒鍬者頭領）：春田純一
- お波：大家由祐子
- 近江屋：小沢象
- 蟷螂襲、野田晋市、田井克幸、司裕介

スペシャル版（2009年）
- 更科軍兵衛:内藤剛志
- お咲：遠藤久美子
- 滝沢頼母（出石藩家老）:本田博太郎
- 山崎和馬（浪人）:田中幸太朗
- お咲の祖父・仁平：大滝秀治

## エピソード
- 原作の黒崎裕一郎は、楽翁役を演じる中村敦夫の実弟にあたる。しかし、衣装合わせまで兄である中村敦夫は全く知らなかったという[1]。

- 北大路の着用している衣装（ちゃんちゃんこ）は、牛皮製。牛2頭分を贅沢に使った特注である[2]。

- 幻十郎のように別の人格を生きるとしたら、どういう人生がいいですか？とのマスコミからの問いに、「父（市川右太衛門）が俳優でない家庭だったらと考えると、ドキドキしますね」と話した[3]。

## サブタイトル
| 各話                                                              | 放送日 （2008年） | 放映日 （2009年） | サブタイトル     | 視聴率 （2008年） | 視聴率 （2009年） |
| ----------------------------------------------------------------- | ----------------- | ----------------- | ---------------- | ----------------- | ----------------- |
| 第1話                                                             | 1/18              | 1/5               | 死神誕生         | 11.6%             | 8.6%              |
| 第2話                                                             | 1/25              | 1/19              | 赤馬が飛んだ夜   | 9.9%              | 5.6%              |
| 第3話                                                             | 2/1               | 1/26              | 大奥から消えた女 | 10.5%             | 6.0%              |
| 第4話                                                             | 2/8               | 2/2               | ふたつの顔の女   | 10.4%             | 5.6%              |
| 第5話                                                             | 2/22              | 2/9               | 白い数珠の殺人者 | 11.2%             | 5.0%              |
| 第6話                                                             | 2/29              | 2/23              | 消えた逃亡者     | 11.6%             | 6.2%              |
| 第7話                                                             | 3/7               | 3/2               | 皆殺しの銃弾     | 9.6%              | 4.7%              |
| 最終話                                                            | 3/14              | 3/16              | 梅の花の約束     | 12.4%             | 6.3%              |
| <2008年>平均視聴率10.9%（視聴率は関東地区・ビデオリサーチ社調べ） |                   |                   |                  |                   |                   |

※初回のみ2時間スペシャル（2008年：20:00～21:54、2009年：19:00～20:54）
| 各話                                       | 放送日 | サブタイトル | 視聴率 |
| ------------------------------------------ | ------ | ------------ | ------ |
| 2009年SP                                   | 4/10   | 死神復活     | 6.8%   |
| （視聴率は関東地区・ビデオリサーチ社調べ） |        |              |        |

## 遅れネット局
- MRT宮崎放送（TBS系列） - 月曜日14:55～15:50
- KUTVテレビ高知（TBS系列） - 木曜日18:55～19:54
- GBS岐阜放送（独立UHF局） - 金曜日20:00～20:54
- TBC東北放送（TBS系） - 火曜日～金曜日 9:58～10:50（2009年1月6日-2009年1月20日）
- ITC石川テレビ（フジテレビ系） - 月曜日・火曜日 14:05～15:00（2009年10月- ）

### CS放送
- 東映チャンネル - 水曜日10:00～12:00他（2話連続放送）
- 時代劇専門チャンネル